# 和川ミユウ
和川 ミユウ（わがわ みゆう、1993年12月19日 - ）は、日本の女優・ファッションモデル。2008年に和川美優から和川未優に改名。2019年に和川ミユウに改名。

## 人物
東京都出身。Bites.inc所属。non-noの読者モデルなどの活動を行っている。
ももいろクローバー（現ももいろクローバーZ）の元メンバーであり、2008年5月17日の結成から同年12月29日に卒業するまで在籍した。

## 出演

### テレビ番組
- MAGISTER NEGI MAGI 魔法先生ネギま!（2007年、テレビ東京） - 宮崎のどか 役[1]
- 斉藤さん（2008年、日本テレビ）
- 大好き!五つ子2008（2008年、TBS） - 山本凛 役[1]
- ケータイ捜査官7（2008年、テレビ東京） - 坂井麻里 役
- 勝利の女神4（2009年、チバテレビ）
- 仮面ライダーW（2010年、テレビ朝日） - 島本凪 役
- 古代少女隊ドグーンV （2010年、毎日放送） - ノゾミ 役

### 映画
- YOSHIMOTO DIRECTOR'S 100 ラストプレゼント（2007年） - 今井美香 役
- 呪われた学園／体育館～タリナイモノ～ （2009年）　- 中村紗枝 役[1]
- 花のあすか組 NEO!（2009年） - じゅり 役
- ひとりかくれんぼ 劇場版（2009年5月23日）- 中塚舞 役
- 戦闘少女　血の鉄仮面伝説（2010年） - 田所美奈 役[1]
- 仮面ライダーW FOREVER AtoZ/運命のガイアメモリ（2010年） - 島本凪 役（友情出演）
- Cast:（2019年）
- MY TRUE LOVE STORY（2020年）

### プロモーションビデオ
- FAR EAST RHYMERS「ねがい星」（2008年）
- GReeeeN「キセキ」（2008年5月）
- 遊吟「あの日の二人のように」（2008年9月）
- SUPER BEAVER「シアワセ」（2009年）
- GENERATIONS from EXILE TRIBE「涙」（2016年）

### CM
- ジェルベット：うぇぶぐるみ／紅玉篇（2008年）
- コカ・コーラ／持った家族を楽しもうプロジェクト篇（2010年）
- Astelleas／スタートライン篇（2010年）
- 代々木ゼミナール／2010年度生徒募集（2010年）
- JR西日本ネット予約・e5489（2016年）[1]
- ネットでCHINTAI／CHINTAI～ん篇（2016年）[1]
- 山崎製パン／グッドモーニング篇（2019年）

### モデル
- non-no - 読者モデル